# Главы Ханты-Мансийска
Список глав города Ханты-Мансийск XX—XXI веках.

## 1-й секретарь горкома КПСС
- Барышников Николай Павлович (1986—1990)

## Председатель горисполкома
- Пакин Константин Евлампиевич (3 марта — 10 августа 1950)
- Кондаков Василий Васильевич (10 августа — 5 ноября 1950)
- Чагин Фёдор Петрович (5 ноября 1950 — 12 октября 1954)
- Ерменин Владимир Георгиевич (12 октября 1954 — 26 февраля 1958)
- Зеленский Клавдий Филиппович (26 февраля — 7 апреля 1958)
- Чемакин Анатолий Михайлович (7 апреля 1958 — 18 октября 1960)
- Марков Анатолий Павлович (18 октября 1960 — 30 ноября 1963)
- Табаченко Константин Иванович (30 ноября 1963 — 26 февраля 1971)
- Рыбкин Владимир Иванович (26 февраля 1971 — 20 июня 1975)
- Иванов Алексей Иванович (20 июня 1975 — 27 декабря 1979)
- Иванов Борис Яковлевич (27 декабря 1979 — 23 июня 1983)
- Кондаков Юрий Иванович (23 июня 1983 — 4 марта 1985)
- Румянцев Николай Терентьевич (4 марта 1985 — 21 ноября 1986)
- Рогизный Николай Иванович (21 ноября 1986 — 27 июля 1987)
- Румянцев Николай Терентьевич (27 июля 1987 — 20 января 1989)
- Яковлев Владимир Григорьевич (20 января 1989 — 28 апреля 1990)
- Барышников Николай Павлович (28 апреля 1990 — 1991)

## Глава города
- Яковлев Владимир Григорьевич (1991—2001)
- Судейкин Валерий Михайлович (2001 - 2007)
- Букаринов Андрей Геннадьевич (2007—2011)
- Филипенко Василий Александрович (с 2011 г. - окт 2016)
- Ряшин, Максим Павлович (28.10.2016 - н.в.)

### Глава администрации
- Ряшин, Максим Павлович (25.05.2011 - сен 2016)